# Božičany
Božičany (deutsch Poschetzau) ist eine Gemeinde im Karlovarský kraj in Tschechien.

## Geschichte
Das Dorf wurde 1359 erstmals schriftlich erwähnt (Poschytzaw), wobei die Besiedlung durch Slawen bereits im 7. Jahrhundert erfolgte. Am 7. Mai 1598 verlieh Kaiser Rudolf II. der Stadt Elbogen unter anderem das Dorf Poschetzau. Die schwerste Zeit erlebte die Bevölkerung während des Dreißigjährigen Krieges, als die Abgaben um das 30- bis 40-fache angehoben wurden und die Menschen die ganze Woche über arbeiten mussten. 1679 rottete die Pest einen großen Teil der Bevölkerung aus. Bis zur Aufhebung der Patrimonialgerichtsbarkeit gehörte Poschetzau zur Herrschaft Elbogen. 
1847 zählte das Dorf 53 Häuser mit 174 Einwohnern und eine Schule mit einem von der Gemeinde angestellten Lehrer. Poschetzau war nach Neu-Rohlau gepfarrt. Im Zuge der Trennung der politischen von der judikativen Verwaltung bildete Poschetzau seit 1868 eine Gemeinde im Bezirk Falkenau. Nach dem Münchner Abkommen wurde Poschetzau dem Deutschen Reich zugeschlagen und gehörte bis 1945 zum Landkreis Elbogen. In Poschetzau wurde im August 1944 ein KZ-Außenlager des KZ Flossenbürg eingerichtet. Nach dem Ende des Zweiten Weltkrieges wurde die deutsche Bevölkerung enteignet und vertrieben.

## Entwicklung der Einwohnerzahl
| Jahr | Einwohnerzahl |
| ---- | ------------- |
| 1869 | 370           |
| 1880 | 412           |
| 1890 | 469           |
| 1900 | 991           |
| 1910 | 1180          |

| Jahr | Einwohnerzahl |
| ---- | ------------- |
| 1921 | 1062          |
| 1930 | 1219          |
| 1950 | 800           |
| 1961 | 654           |
| 1970 | 590           |

| Jahr | Einwohnerzahl |
| ---- | ------------- |
| 1980 | 650           |
| 1991 | 569           |
| 2001 | 631           |
| 2011 | 593           |